# Alconeura luculenta
Alconeura luculenta är en insektsart som beskrevs av Griffith 1938. Alconeura luculenta ingår i släktet Alconeura och familjen dvärgstritar. Inga underarter finns listade i Catalogue of Life.